# Maltravers bárója
A Maltravers (vagy Mautravers) bárói cím az angol főnemesség részeként jött létre 1330. január 25-én és október 23-án, amikor John Maltravers-t parlamenti meghívólevéllel (writ of summons) hívták meg a Lordok Házába, „Iohanni Mautravers Iuniori“ néven.
A báróság 1364. február 16-án John Maltravers halálakor alvó állapotba (abeyance) került két unokája és társnőörököse, Joan és Eleanor között. Joan utód nélküli halála után Eleanor lett, a modern értelmezés szerint, de jure (jogi értelemben) Maltravers bárónő.
A bárói cím később az Arundel grófja, majd Norfolk hercege egyik alárendelt címévé vált.

## Első létrehozás (1330)
- John Maltravers (1290 körül – 1364. február 16.), Maltravers 1. bárója[1], halála után a cím alvó állapotba került
- Eleanor Maltravers (1345 körül – 1405. január 12.)[2], előző unokája, Maltravers 2. bárónője (1383-tól)
- John Fitzalan (1385–1421), Arundel 11. grófja, az előző unokája. Nagyanyja halálakor örökölte meg a Maltravers 3. báró címet.
- ...innen Arundel grófjai, majd Norfolk hercegei viselték, viselik a címet

## John Maltravers, Matravers 1. bárója
Sir John Maltravers (1266–1343?) a dorseti Lytchett Matravers-ből származó angol nemes fia volt. Azon az ünnepségen, amelyen lovaggá ütötték 1306. május 22-én, a walesi herceg is jelen volt. Egyes források szerint az 1314-es bannockburni csatában fogságba esett.
1318. október 20-án Maltraverst Dorset képviselőjeként választották meg a parlamentbe. Korai éveiben Thomas, Lancaster 2. grófja oldalán állt II. Eduárd ellen, és szoros kapcsolatban állt Roger Mortimer, March 1. grófjával. 1321 augusztusában kegyelmet kapott a Despenserek elleni fellépése során elkövetett bűncselekményekért, de 1321 decemberében már a király ellenségeként tartották számon. 1322 januárjában fegyveresen kelt fel a király ellen, és felégette Bridgnorth városát. Március 16-án részt vett a boroughbridge-i csatában, majd Lancaster grófja kivégzése után külföldre menekült.

### II. Eduárd őrzője
Maltravers 1326 októberében visszatért Angliába Franciaországi Izabellával és Roger Mortimerrel, akik felléptek II. Eduárd ellen. 1327-ben visszakapta birtokait és Hugh Despenser elkobzott földjeiből is kapott részesedést. Április 3-án kinevezték a trónfosztott II. Eduárd egyik őrzőjévé, társául sógorát, Thomas de Berkeley, Berkeley 3. báróját jelölték ki. A történészek vitatják, hogy II. Eduárdot Maltravers és Thomas Gourney parancsára ölték meg. Maltravers és Berkeley október 21-ig őrizte a király holttestét, majd Gloucesterben eltemették.
A következő években Maltravers több bírósági vizsgálatot vezetett. 1329 februárjában Oliver de Inghammal és másokkal együtt azokat a lázadókat ítélte el, akik támogatták Henry, Lancaster grófjának Bedfordnál szervezett felkelését. Több alkalommal is erdőbírónak nevezték ki, és 1329-ben a Trent folyótól délre fekvő királyi erdők felügyelője lett.
1329-ben a fiatal III. Eduárd kíséretében volt, amikor az uralkodó Franciaországba utazott. 1330-ban az angol királyi háztartás intézője lett.

### Száműzetés évei
Maltravers 1330 márciusában részt vett Edmund of Woodstock, Kent 1. grófjának elítélésében, a grófot kivégzték. Tagja volt annak a bizottságnak, amely a gróf híveit üldözte. 1330. június 5-én parlamenti meghívást kapott Maltravers bárójaként, bár már 1329 novemberében báróként említették.
1330. szeptember 24-én Corfe Castle várnagyává nevezték ki, de amikor Roger Mortimer hatalma megdőlt, és Franciaországi Izabella kegyvesztett lett, Maltravers is kegyvesztetté vált. Az 1330 novemberében tartott parlamenti ülésen hazaárulónak nyilvánították Kent grófjának kivégzésében játszott szerepe miatt, és halálra ítélték. December 3-án elrendelték letartóztatását, hogy megakadályozzák a külföldre menekülését, de sikerült Németországba szöknie.
1345 júliusában, amikor III. Eduárd Flandriába érkezett, Maltravers találkozott vele a Swyn-öbölben, és kegyelmet kért arra hivatkozva, hogy elítélték anélkül, hogy meghallgatták volna. A király Flandriában tett szolgálataiért 1345. augusztus 5-én királyi védelmet kapott, és visszatérhetett Angliába.

### Kegyelem és utána
Maltravers kegyelmének végleges megerősítése késett, mert 1346-ban külföldön tartózkodott hivatalos ügyben, de 1347 végén ismét megerősítették a királyi védelmet. 1348 júniusában Genthbe, Bruges-be és Ypres-be küldték diplomáciai feladatokkal. 1351-ben a Csatorna-szigetek kormányzója lett, és ugyanebben az évben újjáalapította a Bowes-kórházat Saint Peter Portban, Guernsey-n. 1352. február 8-án végleg visszakapta birtokait és becsületét. Maltravers 1364. február 16-án hunyt el, és Lytchettben temették el.
Halálakor két lányunokája volt életben, akik a birtokokat megosztva örökölték, de a cím alvó állapotba került egyértelmű örökös hiányában. Amikor Joan meghalt, Eleanor örökölte a címet. Ő beházasodott az Arundel grófjait adó Fitzalan családba, így a cím a Fitzalanok birtokába került. Gyakran használták udvari címként az Arundel grófi cím örökösei. Az Arundel grófja cím Norfolk hercegeihez került, így a Maltravers bárója cím is.

## Fordítás
- Ez a szócikk részben vagy egészben  a   Baron Maltravers című angol Wikipédia-szócikk ezen változatának fordításán alapul.  Az eredeti cikk szerkesztőit annak laptörténete sorolja fel. Ez a jelzés csupán a megfogalmazás eredetét és a szerzői jogokat jelzi, nem szolgál a cikkben szereplő információk forrásmegjelöléseként.
- Ez a szócikk részben vagy egészben  a   John Maltravers, 1st Baron Maltravers című angol Wikipédia-szócikk ezen változatának fordításán alapul.  Az eredeti cikk szerkesztőit annak laptörténete sorolja fel. Ez a jelzés csupán a megfogalmazás eredetét és a szerzői jogokat jelzi, nem szolgál a cikkben szereplő információk forrásmegjelöléseként.